# Панагия Хозовиотисса
Панагия Хозовиотисса (греч. Μονή της Παναγίας της Χοζοβιώτισσας) — скальный православный мужской монастырь на острове Аморгос, в Греции.

## История
Монастырь был основан в 1017 году и возобновлён в 1088 году византийским императором Алексеем I Комнином, что подтверждено грамотами Константинопольского патриарха Иеремии II (1583) и патриарха Тимофея II (1613).
В настоящее время монастырь известен производством ликёра на основе мёда и миндаля.

## Игумены
- Епифаний (Артемис) (1965—2003)